# Nachthagedissen
Nachthagedissen (Xantusiidae) zijn een familie van hagedissen.
Nachthagedissen worden vertegenwoordigd door ongeveer 35 soorten en vormen hiermee een relatief kleine familie in vergelijking met andere groepen van hagedissen. De verschillende soorten komen voor in delen van zuidelijk Noord-Amerika tot noordelijk Zuid-Amerika.
Alle soorten zijn levendbarend; er worden geen eieren afgezet maar de juvenielen komen levend ter wereld. De embryo's worden in het moederlichaam voorzien van placentaal weefsel, wat uitzonderlijk is binnen de hagedissen.
Nachthagedissen delen enkele uiterlijke kenmerken met de gekko's. Voorbeelden zijn de oogleden die tot een soort bril zijn omgevormd en de manier van voortbeweging. Ook de anatomie van de wervels en de tong lijkt sterk op die van de gekko's. Toch zijn deze twee families niet aan elkaar verwant maar danken hun overeenkomsten aan een vorm van convergente evolutie.

## Naamgeving
De Nederlandse naam is te danken aan het feit dat aanvankelijk werd aangenomen dat nachthagedissen alleen 's nachts actief waren. Inmiddels is dit achterhaald, omdat gebleken is dat de soorten uit deze familie 's nachts juist rusten.
De wetenschappelijke naam van de familie Xantusiidae is een eerbetoon aan de Hongaarse zoöloog John Xantus (1825 – 1894). De groep werd voor het eerst wetenschappelijk beschreven door Spencer Fullerton Baird in 1858.

## Uiterlijke kenmerken

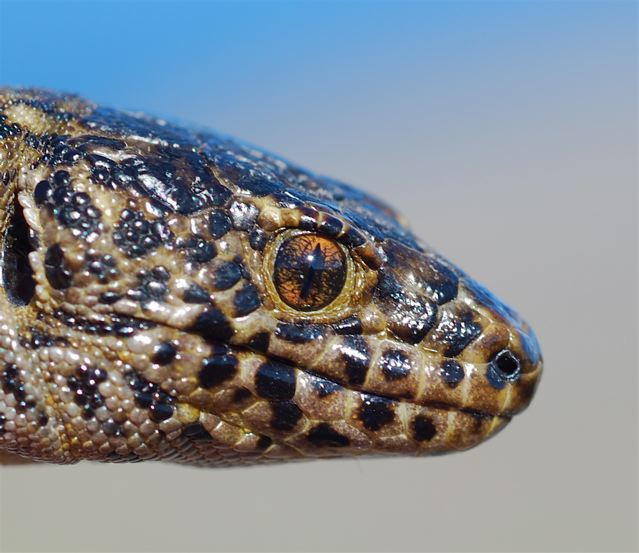
Kop van de eilandnachthagedis.

Nachthagedissen blijven vrij klein en bereiken een kopromplengte van ongeveer drie tot vijf centimeter en een totale lichaamslengte van zes tot twaalf cm. De lichaamskleur en -tekening zijn onopvallend, nachthagedissen zijn goed gecamoufleerd. De basis kleur is bruin tot grijs, op het lichaam zijn altijd vlekken of strepen aanwezig. De rugschubben zijn klein en rond, de buikschubben daarentegen zijn relatief groot en rechthoekig van vorm.
De oogleden zijn vergroeid met het oog, op het oog is een transparant membraan gelegen dat het oog beschermt tegen vuil. De hagedis reinigt zijn ogen regelmatig door met de tong over de 'bril' te likken. De oogleden vervellen met het lichaam mee, dit is komt ook voor bij gekko's en slangen. De pupillen hebben een verticale vorm. De soorten uit de geslachten Lepidophyma zijn te herkennen aan de ongepaarde frontonasaalschub.
De poten zijn goed ontwikkeld en dragen vijf vingers aan de voorpoten en vijf tenen aan de achterpoten. Tijdens het lopen worden het lichaam en de staart kronkelend heen en weer bewogen. De staart is iets langer dan het lichaam, de staart is rolrond van vorm. Nachthagedissen kennen caudale autotomie; bij bedreiging wordt de staart afgeworpen. Het kronkelende staartuiteinde dient als afleiding. Als de staart verloren gaat groeit deze binnen enkele maanden weer aan. In tegenstelling tot veel andere hagedissen wordt de staart niet vervangen door een kort stompje maar wordt vrijwel geheel geregenereerd.

## Verspreiding en habitat

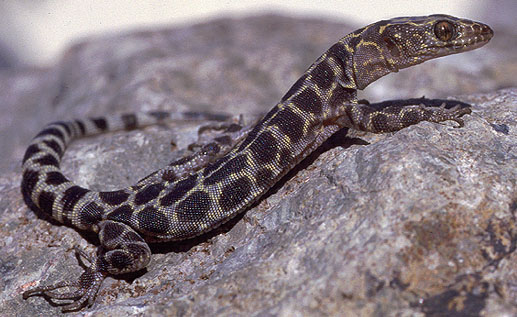
De graniethagedis heeft een klein verspreidingsgebied in Mexico en de Verenigde Staten.

Alle soorten komen voor in delen van zuidelijk Noord-Amerika tot noordelijk Zuid-Amerika en leven in de landen Belize, Costa Rica, El Salvador, Guatemala, Honduras, Mexico, Nicaragua, Panama en de Verenigde Staten. In de VS komen alleen soorten uit het geslacht Xantusia voor. De Cubaanse nachthagedis komt alleen voor op het eiland Cuba.
De habitat bestaat in de regel uit drogere streken met een sporadische plantengroei. Nachthagedissen leiden een verborgen bestaan; de meeste soorten houden zich overdag schuil onder stenen, tussen boomwortels, onder boomschors of ingegraven in de bodem. De microhabitat verschilt per soort; de woestijnnachthagedis verbergt zich tussen de wortels en in vermolmde stamdelen van yuccaplanten, de graniethagedis daarentegen schuilt onder grote stenen.

### Bedreiging en beschermingsstatus
Veel soorten worden bedreigd door de aantasting van het natuurlijke leefgebied. De woestijnnachthagedis bijvoorbeeld heeft een voorkeur voor gebieden waar yuccaplanten groeien en deze planten worden steeds zeldzamer.
Van alle nachthagedissen zijn er door de internationale natuurbeschermingsorganisatie IUCN zeven soorten niet opgenomen. Van acht soorten zijn onvoldoende gegevens bekend om een beschermingstatus toe te wijzen (Data Deficient). Dertien soorten worden beschouwd als 'veilig' (Least Concern) omdat ze een relatief groot verspreidingsgebied hebben en algemeen voorkomen.
Twee soorten worden als gevoelig (Near Threatened) gezien en twee soorten zijn aangemerkt als kwetsbaar (Vulnerable). Alleen de soort Lepidophyma lipetzi wordt beschouwd als bedreigd (Endangered).

## Levenswijze

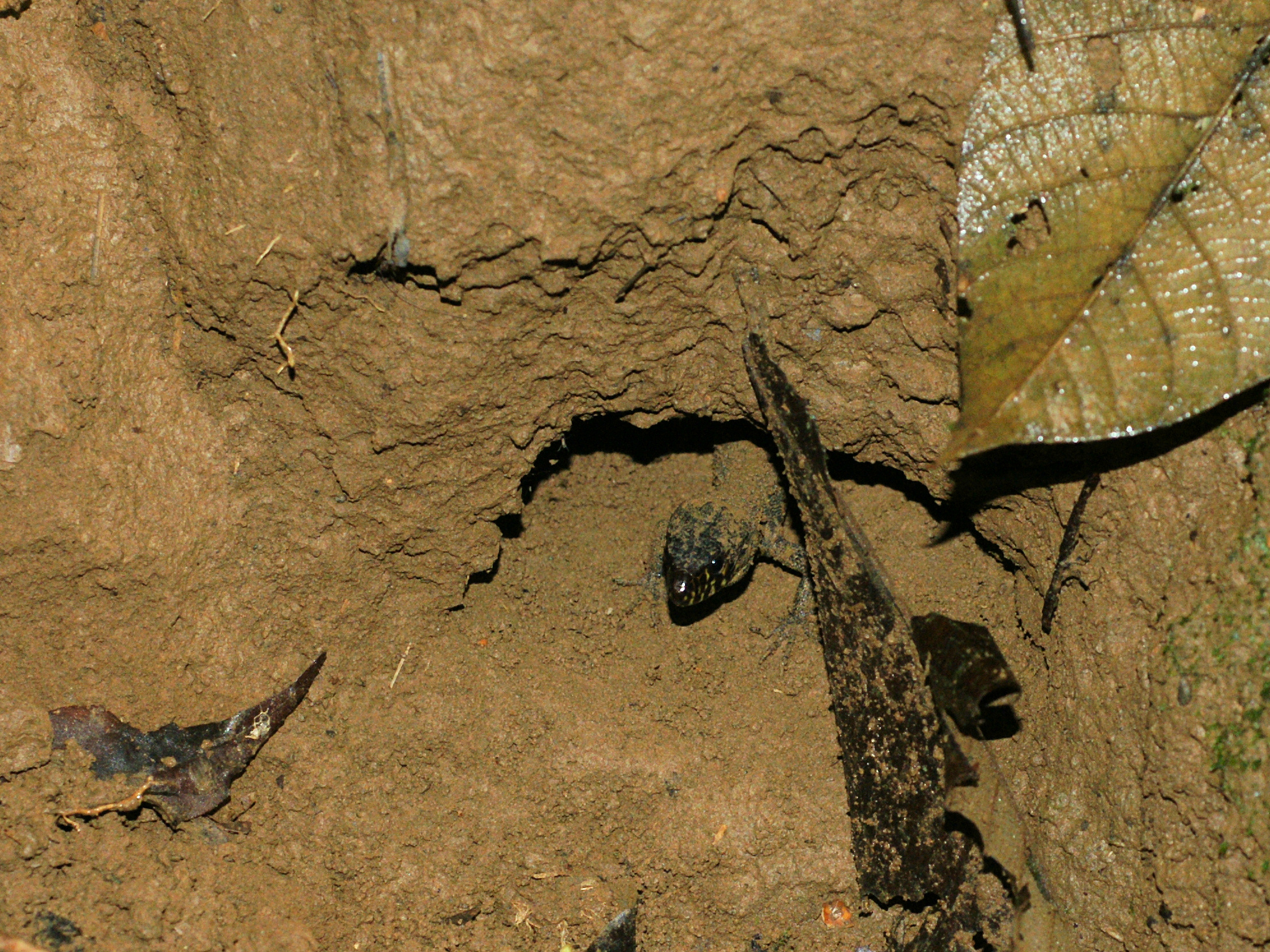
Nachthagedissen leven onder stenen en in holen, afgebeeld is Lepidophyma flavimaculatum.

Nachthagedissen zijn niet 's nachts actief, zoals lange tijd werd gedacht. Overdag zijn ze echter zelden te zien omdat ze zich dan verstoppen. In een groot deel van het verspreidingsgebied lopen de dagtemperaturen behoorlijk op en nachthagedissen zijn hierdoor voornamelijk gedurende de schemering op zoek naar voedsel.
De motoriek is aanzienlijk langzamer in vergelijking met die van de meeste hagedissen, die vaak juist zeer snel zijn. Nachthagedissen hebben een vertraagde stofwisseling en zijn hierdoor erg sloom. Ze leven in relatief schrale omgevingen waar weinig voedsel beschikbaar is en waar andere hagedissen geen kans maken.

### Voedsel
Vrijwel alle soorten nachthagedissen zijn uitgesproken insecteneters die leven van insecten en hun larven, daarnaast worden ook andere ongewervelde dieren zoals spinnen buitgemaakt. Insecten die gegeten worden zijn kevers, mieren, kakkerlakken, termieten, rechtvleugeligen, vliegen en vlinders. Van een aantal soorten is bekend dat er een duidelijke voorkeur is voor bepaalde prooien. De woestijnnachthagedis heeft bijvoorbeeld een voorkeur voor kevers en mieren terwijl Lepidophyma flavimaculatum vooral termieten en krekels eet. De Cubaanse nachthagedis heeft vooral krekels, vlinders en insectenlarven op het menu staan.
Een aantal nachthagedissen is omnivoor en eet naast ongewervelden ook delen van planten. De eilandnachthagedis bijvoorbeeld eet onder andere stengels, bladeren en bloemen. Van de soort Lepidophyma smithii is bekend dat voornamelijk vijgen worden gegeten.

### Voortplanting en ontwikkeling

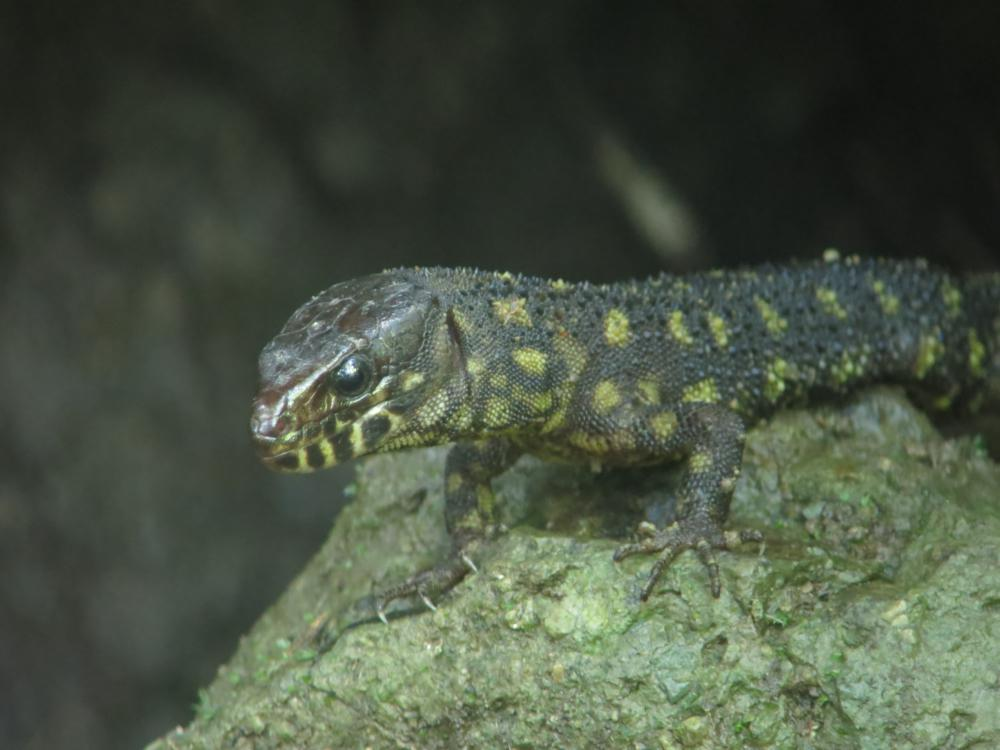
Lepidophyma reticulatum

Nachthagedissen zijn levendbarend, de jongen ontwikkelen zich volledig in het lichaam van de moeder. Dit komt bij wel meer hagedissen voor en is geen zeldzaamheid. Bij andere soorten echter ontwikkelen zich eieren in het moederlichaam die een zachte schaal hebben. Als de jongen voldoende zijn ontwikkeld om zelfstandig uit deze 'schaal' te kruipen worden ze ter wereld gebracht. Hierbij wordt het vliezige ei voor de geboorte of vrijwel direct daarna verlaten. Een dergelijke vorm van ontwikkeling wordt wel eierlevendbarenheid genoemd. De embryo's groeien echter niet in een ei maar worden door een moederkoek-achtig, placentaal weefsel van het moederlichaam gevoed, net zoals voorkomt bij de zoogdieren.
Van sommige soorten is maagdelijke voortplanting bekend, een voorbeeld zijn verschillende populaties van de soort Lepidophyma flavimaculatum. Er komen in dergelijke populaties geen mannetjes voor en het nageslacht is genetisch identiek aan dat van de moederdieren.
De vrouwtjes baren soms maar een enkel jong per keer en dit kan oplopen tot maximaal acht. Bij hagedissen die eieren afzetten is het aantal nakomelingen meestal veel hoger. Nachthagedissen kunnen relatief oud worden. De meeste hagedissen met een vergelijkbare lichaamslengte worden nog geen tien jaar oud. Nachthagedissen kunnen door hun trage stofwisseling een leeftijd bereiken tot 20 jaar.

## Taxonomie en indeling
Door sommige biologen wordt de groep verdeeld in twee onderfamilies; Cricosaurinae (alleen Cricosaura en Lepidophyminae (alle andere soorten). Er zijn 34 soorten, het aantal soorten verandert regelmatig doordat er nieuwe worden ontdekt, zoals de in 2010 beschreven soort Lepidophyma zongolica.
Er zijn verschillende uitgestorven geslachten van nachthagedissen bekend. Voorbeelden zijn Palaeoxantusia uit het Eoceen en het Paleoceen (63,3 tot 33,9 miljoen jaar geleden), Catactegenys uit het Krijt (84,9 tot 70,6 miljoen jaar geleden) en Palepidophyma uit het Eoceen (55,8 tot 50,3 miljoen jaar geleden).
De moderne soorten worden verdeeld in drie geslachten. De eilandnachthagedis (Xantusia riversiana) werd enige tijd tot het geslacht Klauberina gerekend, vernoemd naar de Amerikaanse herpetoloog Laurence Monroe Klauber. Dit geslacht wordt tegenwoordig echter niet meer erkend.

### Huidige geslachten
Onderstaand zijn de verschillende geslachten weergegeven. Zie voor een lijst van alle soorten de lijst van nachthagedissen.
| Naam                                            | Auteur         | Verspreidingsgebied                                                             |
| ----------------------------------------------- | -------------- | ------------------------------------------------------------------------------- |
| Cubaanse nachthagedis (Cricosaura)              | Gundlach, 1863 | Cuba                                                                            |
| Middenamerikaanse nachthagedissen (Lepidophyma) | Duméril, 1851  | Belize, Costa Rica, El Salvador, Guatemala, Honduras, Mexico, Nicaragua, Panama |
| Xantusia                                        | Baird, 1851    | Mexico, Verenigde Staten                                                        |